# Даніель Ешлі Аддо
Даніель Ешлі Аддо (англ. Daniel Ashley Addo, нар. 3 вересня 1989, Кейп-Кост) — ганський футболіст, захисник.

## Кар'єра

### Клуб
Даніель почав кар'єру у клубі «Веномус Вайперс». У 2007 році перейшов до клубу «Секонді Хасаакас», а в наступному році до «Кінг Файсал Бейбіс».
24 січня 2011 року як вільний агент підписав контракт на п'ять років з луганською «Зорею». У березні 2013 року на правах оренди перейшов до казахського «Кайрату», де виступав до кінця року.

### Збірна
У своєму активі Даніель Аддо має сім матчів за молодіжну збірну Гани на чемпіонаті світу серед молодіжних складів у 2009 році. Обігравши у фіналі збірну Бразилії по пенальті з рахунком 4:3 Аддо, разом зі своєю збірною став молодіжним чемпіоном світу.

## Досягнення
- Чемпіон Африки (U-20): 2009
- Чемпіон світу (U-20): 2009